# Clytia columbiana
Clytia columbiana är en nässeldjursart som beskrevs av Wedler 1976. Clytia columbiana ingår i släktet Clytia och familjen Campanulariidae. Inga underarter finns listade i Catalogue of Life.